# Wiener Ruder Club Donaubund
Der Wiener Ruder Club Donaubund (WRC Donaubund) ist ein österreichischer Ruderverein mit Sitz in Wien. Der Donaubund war ein Vorreiter in Sachen Frauenrechten. Gegründet drei Wochen nach der Ausrufung der Republik Österreich, setzt er auch heute auf Leistungssport und Freizeitrudern.

## Geschichte
Der Club wurde 1878 als 1. Wiener Damen & Herrenrudergesellschaft „Donaubund“ gegründet. Während des Ersten Weltkriegs ruhten die Aktivitäten. Am 18. Dezember 1918 wurde der Verein als erster Ruderverein der nunmehrigen Republik Österreich unter seinem heutigen Namen wiedergegründet.
Im WRC durften Frauen rudern, lange bevor sie offiziell das Wahlrecht erhielten. Am 12. Jänner 1919 erschien dazu ein Artikel in der Allgemeinen Sport-Zeitung in Wien:
„Dieser Tage ist in Wien ein neuer Ruder-Klub ins Leben gerufen worden. Sein Gründer und Vorstand ist der älteste Sohn Otto Engelbergers. (…) Im heurigen Sommer fand auf der Alten Donau auch das Damenrudern Eingang; unter der Leitung Direktors Engelberger wurden schon drei Vierermannschaften ausgebildet. (…) zur Zeit besitzt er [der Verein] 16 weibliche und 12 männliche Mitglieder. (…)“ Der WRC war der einzige Ruderclub Österreichs, der nach dem Ersten Weltkrieg eine Damenriege führte.

## Erfolge
- 1974–1977 Elisabeth Smetana – Staatsmeistertitel im Frauen 4x
- 1979 Österreichischer Meistertitel im Juniorinnen-Einer
- 1981 Staatsmeistertitel im Lgw-Zweier ohne
- 2002 Landesmeistertitel von Monika Felizeter im Frauen-Einer
- 2003 Nora Labes – Österreichische Schülermeisterschaft Bronzemedaille im Einer, Österreichische Juniorinnenmeisterschaft Silbermedaille im Einer, Wiener Landesmeisterin im Einer
- 2005 Wiener Landesmeister im Lgw M 1x Alex Scherschnev
- 2006 mit über 100 Siegen die bisher erfolgreichste Saison in der Clubgeschichte; 3 Österr. Masters Meistertitel, Matthias Jaksch – Wiener Landesmeister im Junioren-Einer

## Unfall
Am 21. Juni 2007 kam es zu einem tragischen Unfall. Ein 20 Tonnen schwerer Baum stützte bei Unwettern auf das Clubhaus und tötete eine Frau. Das Haus wurde schwer beschädigt. Die Mitglieder bemühten sich um den Wiederaufbau.